# 591964 Jakucs
591964 Jakucs este o planetă minoră (asteroid) din centura de asteroizi. A fost descoperită pe 7 septembrie 2010 la Piszkéstetői Obszervatórium⁠(d) de  și a fost numită după László Jakucs⁠(d). 
Obiectul prezintă o orbită caracterizată de o semiaxă mare de 3,0623735787899 UAi, o excentricitate de 0,16528581942207, o înclinație de 13,38227809447 ° în raport cu ecliptica.